# Herman Cedercreutz
Herman Cedercreutz, ursprungligen Tersmeden, född den 13 februari 1684, död den 24 november 1754 i Stockholm, var en svensk greve, riksråd och diplomat samt herre till Kjuloholm i Finland.

## Familjebakgrund
Den blivande Herman Cedercreutz föddes som Herman Tersmeden. Han var son till bruksägaren Reinhold Tersmeden och Christina Börstelia. Sedan fadern avlidit 1698 gifte modern om sig med landshövding Jonas Folkern, och då denne 1711 adlades under namnet Cedercreutz erbjöds hans styvbarn att taga detta namn, vilket de flesta av dem gjorde (dock inte äldste sonen Jacob Tersmeden d.ä.). Tillsammans med styvfadern upphöjdes dessa 1719 även till friherrevärdighet.

## Karriär

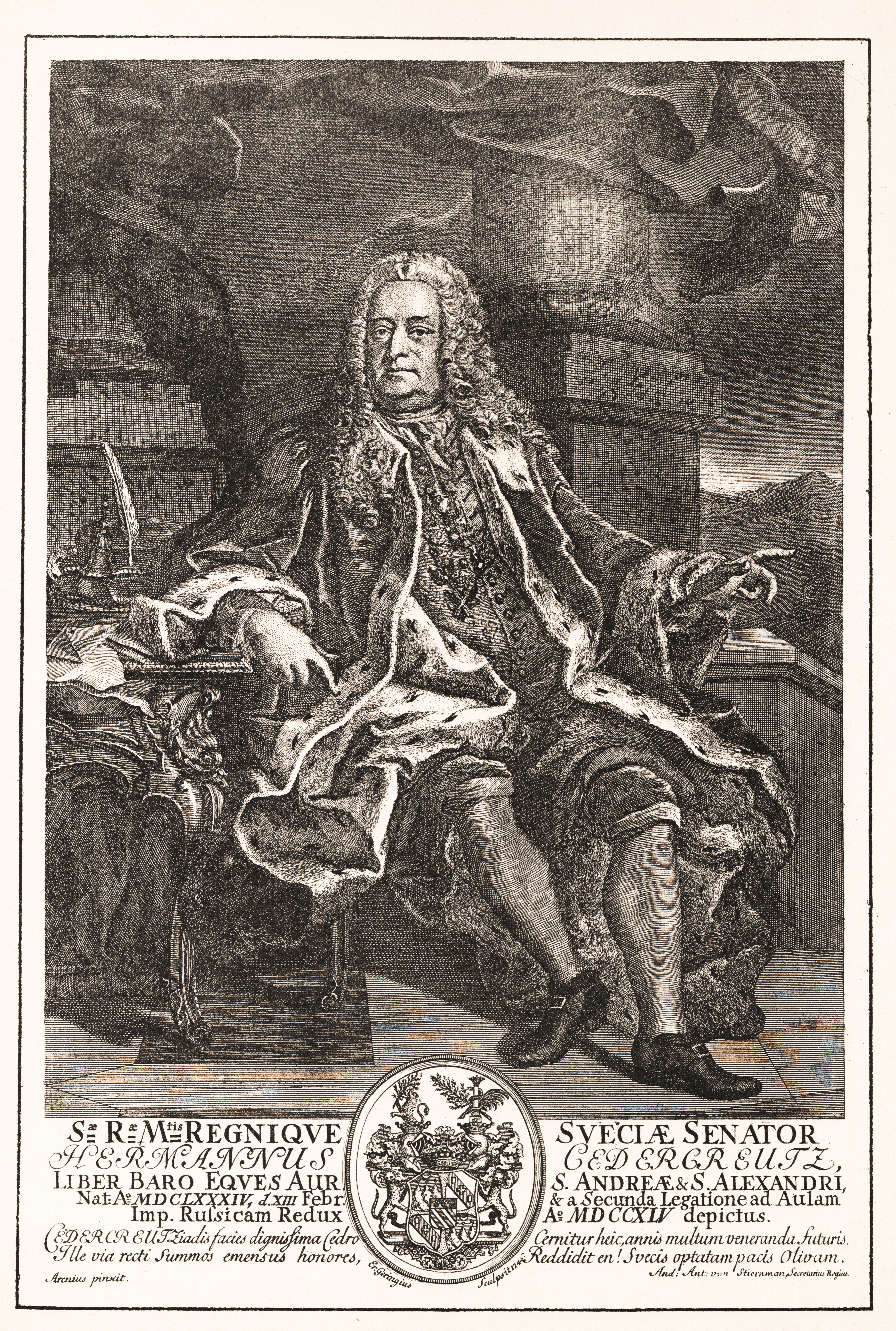
Herman Cedercreutz som riksråd. Samtida gravyr.

Efter att ett par år ha varit auskultant i Svea hovrätt medföljde den unge Herman Tersmeden en greve Leijonstedt på en diplomatisk beskickning till Berlin 1703 och stannade där som ambassadkavaljer till 1707, sånär som på en studieresa till Holland, England och Frankrike. Han kallades därefter 1707 av Karl XII till Altranstädt att vara handsekreterare hos den polske prinsen Jakob Sobieski för att biträda denne med korrespondens med svenska hovet. 1709 reste han, som den polske kungen Stanislaw I Leszczynskis budbärare, från Stralsund till Bender, där han inträdde i Karl XII:s fältkansli. Under tiden i Bender tjänstgjorde han som generalauditör och utförde ett par äventyrliga beskickningar till Konstantinopel och Adrianopel. Denna del av Hermans tjänstgöring skildras i ett av kapitlen i Verner von Heidenstams Karolinerna.
Herman – numera Cedercreutz – återkom 1715 till Sverige. Här blev han 1719 krigsråd och 1720 kansliråd. 1722–1729 var han svensk envoyé i Sankt Petersburg och kom därvid att göra sig uppskattad av tsarinnan Elisabet I. Medan han ännu var i Ryssland utnämndes han 1727 till statssekreterare vid utrikes ärenden och tillträdde detta ämbete vid återkomsten till Sverige. Han blev 1736 president i kammarrevisionen och utnämndes 1742 till riksråd. Han var en av de första att utnämnas till riddare av den nyinstiftade serafimerorden och innehade ett antal andra svenska ordnar samt de ryska Sankt Andreasorden och Alexander-Nevskij-orden. 1751 upphöjdes han till greve, men slöt, såsom barnlös, själv denna gren av den Cedercreutzka ätten tre år senare.

## Politiska och diplomatiska insatser
Herman Cedercreutz var som riksråd en moderat man utan egentlig partiställning. Han slöt sig i regel till Arvid Horns politik och räknades sedermera, efter Horns fall, till mösspartiet.
Efter hattarnas ryska krig var Cedercreutz 1743 tillsammans med Erik Mathias von Nolcken svensk fullmäktig vid fredskongressen i Åbo. För att utverka eftergift i de ryska fordringarna skrev han härifrån ett brev till tsarinnan Elisabet, hos vilken han alltså stod i gunst sedan sin tid i Sankt Petersburg. Denna direkta hänvändning till kejsarinnan anses ha bidragit till att ryska regeringen återlämnade Nyland till Sverige.
1744–45 var Cedercreutz ånyo i Ryssland såsom svensk ambassadör och avslöt då 1745 års förbundstraktat mellan Sverige och Ryssland.

## Familj
Cedercreutz var gift två gånger, första gången 1721 med grevinnan Märta Beata Posse (1691–1738) av grevliga ätten Posse och andra gången 1750 med Maria Campbell (1721–65). Äktenskapen var barnlösa med undantag av dottern Christina, född och död 1722.